# Banon (brânză)

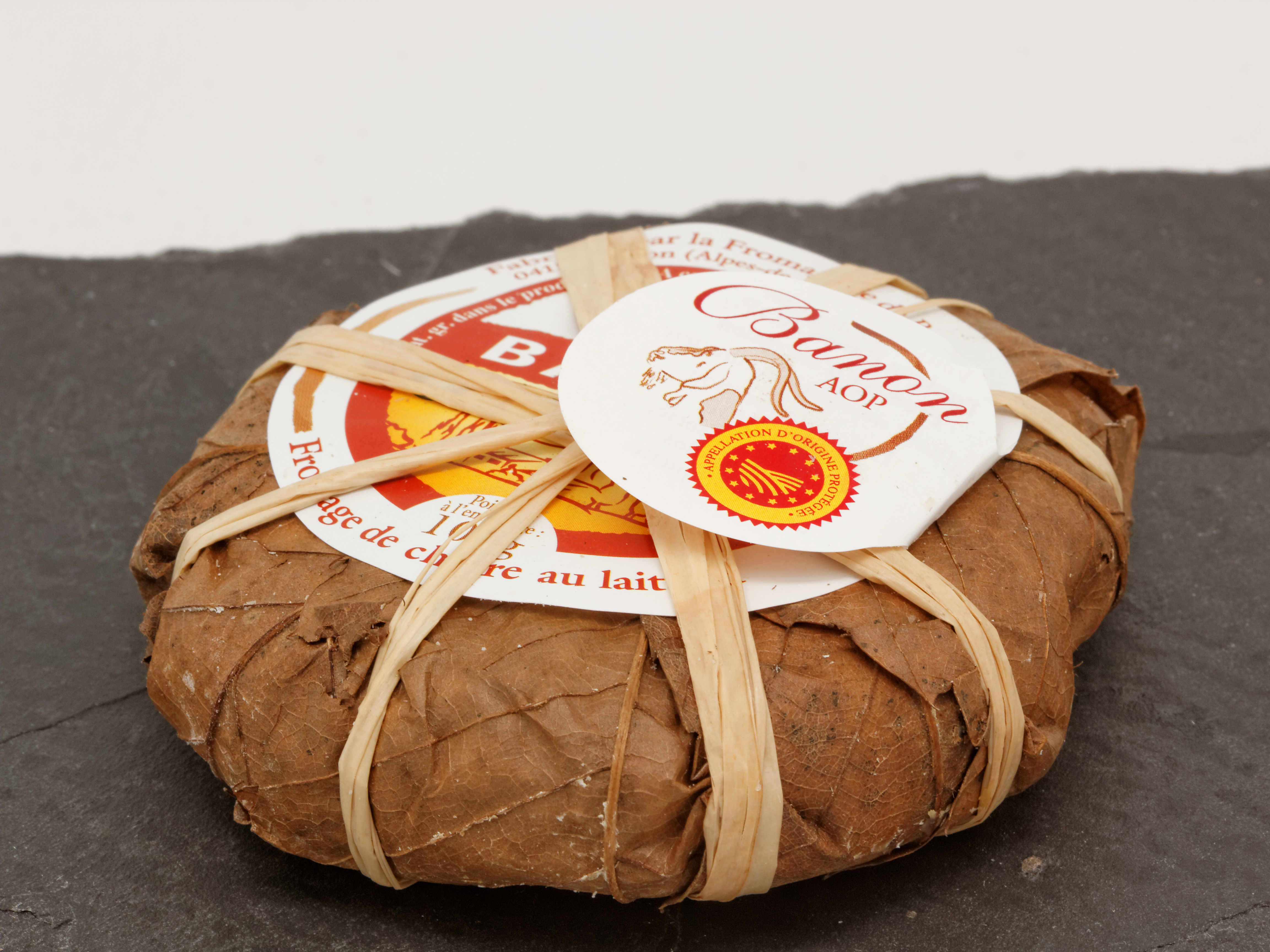
Brânza Banon în ambalajul său de frunze

Banon-ul este  o brânză franceză din lapte crud și integral de capră, cu pastă moale. Se produce în departamentul Alpes-de-Haute-Provence, în special în comuna Banon, al cărei nume îl poartă.
Brânza este obținută prin închegarea laptelui cu cheag dulce, un proces necesar ținând seama de clima călduroasă și uscată. Apoi este ambalată în frunze de castan legate cu rafie. Perioada de maturare durează cel puțin 15 zile, inclusiv 10 zile sub frunze. Izolată de aer și în contact cu taninurile frunzelor, brânza își dezvoltă aroma caracteristică. Culoarea cojii sub frunze este galben-crem. Pasta este omogenă și cremoasă. Brânza are un diametru de 7,5-8,5 cm. Exclusiv ambalajul, greutatea este cuprinsă între 90 și 110 g la sfârșitul procesului de maturare.
Brânza Banon face obiectul unei denumiri de origine controlată (AOC) în Franța și al unei denumiri de origine protejată (AOP) în Uniunea Europeană. Zona delimitată a denumirii se întinde pe 450.000 hectare. Producția de Banon AOP era de 60 tone în anul 2005.